# Phrynobatrachus breviceps
Espèce
Statut de conservation UICN

 DD  : Données insuffisantes
Phrynobatrachus breviceps est une espèce d'amphibiens de la famille des Phrynobatrachidae.

## Répartition
Cette espèce est endémique du Sud de la Tanzanie. Son aire de répartition concerne les monts Udzungwa. Elle est présente à environ 1 600 m d'altitude,.

## Publication originale
- Pickersgill, 2007 : Frog Search. Results of Expeditions to Southern and Eastern Africa from 1993-1999. Frankfurt Contributions to Natural History, vol. 28, p. 1-574, Édition Chimaira.